# Tarvasjoki
Tarvasjoki è stato un comune finlandese di 1 921 abitanti, situato nella regione del Varsinais-Suomi. Il 1º gennaio 2015 fu aggregato al comune di Lieto.